# Das andere Gymnasium Neubrandenburg
Das andere Gymnasium in Neubrandenburg (kurz DaG) ist ein Gymnasium in freier Trägerschaft.

## Pädagogisches Konzept
Das leistungsorientierte Schulzentrum RegioGym „das andere gymnasium“ Neubrandenburg ist ein Gymnasium mit Orientierungsstufe in freier Trägerschaft des Vereins „das andere Gymnasium“ e. V.
Die Schule ist eine Ganztagsschule mit Unterrichtsbeginn um 7:45 Uhr. Der Unterricht findet in hochschulähnlichen Blöcken von 90 Minuten (Doppelstundenprinzip) statt. In einer Klasse sind hierbei maximal 22 Schüler, welche in den sogenannten Lernateliers gemeinsam unterrichtet werden.
Ein wichtiger Punkt im Konzept der Schule ist die Study-Time am Ende jedes Tages dar, in der die Schüler ihre Hausaufgaben erledigen können. Ein weiteres Merkmal der Schule ist die halbjährlich stattfindende Intensivwoche. Hier können die Schüler von Klasse 5 bis 12 Arbeitsmethodiken, Teamarbeit sowie Propädeutik und Kolloquiumsarbeit erlernen und anwenden. Die Schule versucht mit diesen Lernmethoden die Eigenständigkeit beim Lernen und Arbeiten zu fördern.
Neben den Lehrkräften ist eine Schulsozialarbeiterin angestellt, welche den Schülern bei sozialen aber auch schulischen Fragen und Belangen zur Seite steht.

## Ausstattung
Auf dem Schulgelände befinden sich ein Sportplatz und eine Turnhalle. In jedem Klassenraum stehen Computer für die Hausaufgabenzeit zur Verfügung. Zudem sind alle Unterrichtsräume der Unterstufe mit dem System des „flexiblen Klassenzimmers“ ausgestattet. Im 2014 neu gebauten Voranbau der Schule befindet sich ein modernes Auditorium für knapp 100 Personen. Des Weiteren ist jeder Unterrichtsraum mit Smartboards für den interaktiven Unterricht ausgestattet.

## Engagement und Wettbewerbe
Seit Anfang 2017 ist die Schule eine „Schule ohne Rassismus, Schule mit Courage“ mit dem Ex-Nationalspieler Tim Borowski als Projektpaten.